# Бразильская светящаяся акула
Бразильская светящаяся акула (лат. Isistius brasiliensis) — вид акул из рода светящихся акул семейства далатиевых (Dalatiidae). Это маленькая глубоководная акула, известная своим ярким свечением и способностью выкусывать куски мяса из намного бо́льших рыб и китообразных. Эти акулы встречаются по всему миру в тёплых океанических водах, особенно у островов на глубине до 3700 м. Они совершают суточные вертикальные миграции на расстояния до 3000 м, в сумерках поднимаясь к поверхности и уходя в глубину на рассвете. В среднем они достигают длины 42—56 см. У бразильских светящихся акул сигарообразное тело, короткое и тупое рыло, крупные глаза, 2 крошечных спинных плавника. Окрас коричневого цвета, брюхо покрывают излучающие свет фотофоры, а вокруг горла и области жабр имеется тёмный «ошейник». Встречаются стаями. Попадаются редко, поскольку обитают в открытом океане. Несмотря на несколько зарегистрированных случаев нападений, вид считается в целом безопасным для человека.

## Таксономия
Впервые вид научно описали в 1817—1820 годах французские натуралисты Жан-Рене-Констан Куа и Жозеф-Поль Гемар в ходе исследовательской экспедиции корвета «Урания» на основании голотипа, представляющего собой самку длиной 14 см, пойманную у берегов Бразилии. Они назвали новый вид Scymnus brasiliensis. Американский ихтиолог Теодор Николас Гилл придумал для нового вида собственный род — Isistius. По одним данным название рода дано по имени богини Изиды, а по другим оно происходит от слов др.-греч. ίσος — «равный» и ιστίο — «плавать», «парус».
Одно из самых древних упоминаний о ранах, наносимых светящейся бразильской акулой, — легенда народов Самоа. Согласно ей, полосатые тунцы, заплывавшие в бухту Палаули, должны были оставлять в жертву вождю общины куски своего мяса. Позднее появились иные объяснения странным круглым ранам на телах рыб и китов, включая нападение миног, бактериальное поражение и инвазию беспозвоночными паразитами. В 1971 году Эверет Джонс из Бюро коммерческого рыболовства США (организации, которая была предшественницей National Marine Fisheries Service) обнаружил, что истинным виновником таких ран была бразильская светящаяся акула. Известный эксперт по акулам Стюарт Спрингер ввёл в обиход просторечное название этого вида англ. cookiecutter shark — дословно «формочка для печенья», хотя изначально этих акул называли demon whale-biters — «демоническими кусальщиками китов».

## Распространение и места обитания
Бразильская светящаяся акула широко распространена в тропических водах и тёплых умеренных водах Тихого, Атлантического и Индийского океана. Её ареал расположен между 35° с. ш. и 40° ю. ш., где температура воды у поверхности достигает 18—26 °C, и охватывает все долготы. Часто встречается вблизи островов. В Атлантике эти акулы встречаются у Багамских островов и у южного побережья Бразилии. Попадается в основном ночью; иногда около поверхности, но обычно на глубинах 85—3500 м. Вероятно, вечером она поднимается в верхние слои воды, а с наступлением рассвета опускается обратно. Размах этих вертикальных миграций, возможно, достигает 2—3 км.

## Описание
У светящихся бразильских акул удлинённое сигарообразное туловище с короткой, тупой мордой и большими глазами. Позади глаз имеются крупные брызгальца. Ноздри спереди обрамлены короткими лоскутами кожи. Рот небольшой, образует почти поперечную линию. Губы толстые, приспособлены для присасывания. Два маленьких спинных плавника лишены шипов и сильно сдвинуты назад. Основание первого спинного плавника расположено перед основанием брюшных плавников. Короткие грудные плавники имеют форму трапеции. Хвостовой плавник довольно большой и относительно симметричный: его нижняя лопасть немного меньше верхней. У края верхней лопасти имеется заметная вентральная выемка. Брюшные плавники больше спинных. Анального плавника нет. Тело покрывают плоские плакоидные чешуйки почти квадратной формы. По центру они слегка вогнуты, края приподняты. Окрас тела однородный тёмно-коричневый; вокруг горла и жаберных щелей есть более тёмный «воротник». Края плавников имеют тёмную окантовку. Брюшную сторону (кроме плавников и области «воротника») покрывают фотофоры. Их свет описывается как яркий призрачно-зелёный. Максимальный зарегистрированный размер у самок составляет 42 см, а у самцов 56 см.
У этих акул очень мощные челюсти. Верхние и нижние зубы сильно различаются: верхние — маленькие и узкие, нижние — крупные, широкие, треугольные. Зазубрины и боковые зубчики отсутствуют в обоих случаях. На верхней челюсти имеется 31—37, а на нижней 25—31 зубных рядов. Озубление этой акулы очень похоже на озубление некоторых других катранообразных акул: Dalatias, Scymnodon и Scymnodalatias.

## Биология
У светящихся бразильских акул маленькие грудные плавники и слабая мускулатура, поэтому они предпочитают охотиться из засады, зависая в толще воды. У них огромная (по сравнению с близкими видами) печень, вес которой может составлять до 35 % от веса тела, с высоким содержанием липидов низкой плотности. По сравнению с карликовыми акулками и карликовыми колючими акулками их скелет обладает большей плотностью, при этом у них крупнее печень и больше объём полости тела. Жира много и в других органах, и это придаёт этой акуле нейтральную плавучесть. Крупный хвостовой плавник позволяет светящимся бразильским акулам совершать быстрый рывок, чтобы настигнуть более быструю добычу.
В сетчатке светящихся бразильских акул (в отличие от прочих акул) ганглионарные клетки сосредоточены в концентрической области, а не горизонтальной полосой через поле видимости, что позволяет им лучше видеть предметы перед собой. Эти акулы охотясь сбиваются в стаи. Таким способом они увеличивают привлекательность приманки (биолюминесценция) и отпугивают крупных хищников.
За период времени, требующийся бразильской светящейся акуле длиной 14 см, чтобы вырасти до длины 50 см, она успевает 15 раз сменить набор зубов. У бразильской светящейся акулы обнаружена необычная привычка заглатывать свои изношенные зубы вместо того, чтобы сбрасывать их, когда им на смену вырастают новые. Возможно, это связано с потребностью в кальции.

## Питание
Будучи факультативным эктопаразитом, светящиеся бразильские акулы, тем не менее, охотятся и на мелкую добычу. Например, они поедают кальмаров, гоностомовых рыб, ракообразных и другие организмы. Они паразитируют на хрящевых рыбах (синие акулы, гигантские акулы, белые акулы, акулы-домовые, пелагические большеротые акулы, острозубые песчаные акулы, глубоководные хвостоколы Plesiobatis daviesi), костистых рыбах (марлины, тунцы, корифены, скумбрии, эсколары и опахи), китообразных, в том числе морских свиньях, дельфинах, клюворылах, кашалотах и гладких китах, ластоногих, включая морских котиков, морских леопардов и морских слонов и дюгонях.
Губы, зубы и глотка светящихся бразильских акул устроены таким образом, что позволяют им выкусывать из тела жертв крупные куски. Они присасываются к жертве и, прокручиваясь вокруг своей оси, вырезают широкими нижними зубами кусок мяса диаметром до 7 см и глубиной около 2 см. С этим связано английское название вида — «cookiecutter shark» («акула — формочка для печенья»). Следы укусов этих акул обнаруживали на телах многих крупных рыб, морских млекопитающих и даже людей. Такие же следы встречаются и на подводных лодках (а именно на резиновых куполах их сонаров) и подводных коммуникационных кабелях. В связи с таким поведением этих акул предполагается, что их сильное свечение служит для привлечения хищников.
Нападения светящихся бразильских акул столь распространены, что у берегов Гавайских островов их следы имеются практически на каждом взрослом длиннорылом продельфине. Наиболее уязвимы больные и ослабевшие животные. В Западной Атлантике на берег выбрасывались истощённые широкомордые дельфины, на телах которых насчитывалось от десятков до нескольких сотен свежих или заживших укусов, нанесённых светящимися бразильскими акулами, тогда как на телах крепких широкомордых дельфинов они, как правило, отсутствуют или наблюдаются редко.

## Биолюминесценция
Светящиеся бразильские акулы испускают самый сильный зелёный люминесцентный свет из всех известных акул. Свечение может продолжаться в течение 3 часов, после того, как их вытащили из воды. Свет, испускаемый вентрально расположенными фотофорами, делает силуэт акулы менее чётким при взгляде снизу — способ маскировки, известный как контр-освещение, который свойственен многим люминесцирующим организмам, обитающим в мезопелагической зоне. Крошечные фотофоры рассредоточены вокруг плакоидных чешуек и неразличимы невооружённым глазом, поэтому они способны ввести в заблуждение даже животное с острым зрением и на коротком расстоянии.

## Размножение и жизненный цикл
О размножении этих акул известно очень мало. Вероятно, они яйцеживородящие; развивающийся эмбрион питается исключительно желтком. У самок имеется 2 функциональные матки. В помёте от 6 до 12 детёнышей. Была поймана самка, вынашивавшая 9 эмбрионов длиной 12,4—13,7 см; несмотря на то, что их размер приближался к размеру новорожденных (14—15 см), у них ещё оставались желточные мешки. Этот факт даёт основание предположить, что развитие у этого вида происходит медленно и беременность длится долго. Эмбрионы были окрашены в коричневый цвет, однако тёмный ошейник отсутствовал, равно как и дифференцированное озубление. Самцы светящейся бразильской акулы достигают половой зрелости при длине 36 см, а самки — при 39 см.

## Взаимодействие с человеком
Бразильская светящаяся акула в основном держится на глубине в открытом океане и поэтому редко встречается с человеком. Тем не менее было задокументировано несколько нападений акул на людей, где нападавшими были, вероятнее всего, акулы именно этого вида. В одном случае стая свирепых рыб длиной около 30 см атаковала подводного фотографа в ходе погружения в открытом море. Подобные сообщения поступают от уцелевших в кораблекрушениях, которым в ночное время были нанесены глубокие аккуратные раны. В марте 2009 года житель Мауи Майк Спэлдин переплывал пролив, разделяющий остров Мауи и остров Гавайи, и был укушен светящейся бразильской акулой. Есть как минимум два отчёта о том, как из воды вытаскивали тела, покрытые ранами от укусов акул этого вида, нанесенными посмертно. В октябре 2012 года на катамаран новосибирского путешественника Анатолия Кулика в Тихом океане напали светящиеся бразильские акулы, которым удалось прокусить один из баллонов. Путешественники свидетельствуют, что в 2010 году они подверглись аналогичной атаке при пересечении Атлантики. Но в целом считается, что этот вид не представляет опасности для человека.
В 70-х годах XX века несколько субмарин ВМС США были вынуждены возвратиться на базу для починки неопреновых куполов их сонаров: укусы светящихся бразильских акул вызвали утечку звукопередающего масла, что затруднило навигацию. Когда причина проблемы была установлена, на купола были установлены стекловолоконные чехлы. В 80-х годах около 1/3 американских субмарин было повреждено светящимися бразильскими акулами, которые прокусывали защищённые резиновым покрытием электрические кабели, соединённым со звуковыми датчиками, служащие для обеспечения безопасного подъема на поверхность в зоне судоходства. Решением вновь стало использование стекловолоконных кожухов. Кроме того, от этого вида акул страдает океанографическое подводное оборудование и телекоммуникационные кабели.
Ущерб, причиняемый светящимися бразильскими акулами рыболовным снастям, и экономическая значимость вида могут оказать незначительное отрицательное воздействие на коммерческое рыболовство. Из-за небольшого размера эти акулы сами по себе не представляют большого экономического интереса, но иногда они в качестве прилова попадаются в донные тралы, пелагические ярусы и планктонные сети. В восточной Атлантике используются в пищу.
О размере популяции этих акул ничего не известно, но Международный союз охраны природы присвоил этому виду статус сохранности «Вызывающий наименьшие опасения» ввиду широкого распространения, отсутствия коммерческой ценности и непопулярности в качестве объекта рыболовства.